# Storm the Gates
Storm the Gates è il quindicesimo album in studio del gruppo musicale britannico Venom, pubblicato il 14 Dicembre 2018 dalla Spinefarm Records.
La band ha dichiarato che ci hanno messo due anni per avere un mix tra vecchio e nuovo. Nell'album inoltre sono presenti le canzoni pubblicate nell'EP 100 Miles to Hell pubblicato il 22 Dicembre 2017.
Il 16 Novembre del 2018 viene pubblicata la prima traccia dell'album, Bring Out Your Dead. Storm the Gates sarà pure l'ultimo album pubblicato dalla casa discografica Spinefarm Records.

## Tracce
1. Bring Out Your Dead – 3:20
2. Notorious – 4:15
3. I Dark Lord – 4:40
4. 100 Miles To Hell (Remastered 2018) – 4:48
5. Dark Night [Of The Soul] – 4:47
6. Beaten To A Pulp (Remastered 2018) – 3:14
7. Destroyer – 4:17
8. The Mighty Have Fallen – 3:14
9. Over My Dead Body – 5:06
10. Suffering Dictates – 3:09
11. We The Loud (Remastered 2018) – 3:55
12. Immortal – 4:31
13. Storm The Gates – 3:46

## Formazione
- Conrad Lant – voce, basso
- Stuart Dixon – chitarra
- Danny Needham – batteria